# Hase (konstverk)

Hase är ett konstverk i form av en rosafärgad jättehare som permanentutställs på berget Colletto Fava nära Bar La Baita ovanför byn Artesina, Piemonte i norra Italien. Konstverket syns tydligt på satellitbilder i exempelvis Google Earth. Det producerades av konstnärsgruppen gelitin från Wien och hade premiärvisning den 18 september 2005.
Man räknar med att haren kommer att finnas kvar fram till år 2025. Namnet "hase" betyder "hare" på tyska.
Upplevelsen som konstnärsgruppen eftersträvar är att i närheten av haren, som är cirka 60 meter lång, skall man känna sig som Lemuel Gulliver i jättarnas land. Man skall gå runt haren och känna sig glad. Man kan även klättra upp på den och lägga sig att vila på dess mjuka mage. Dock kommer de som klättrar upp på haren att märka att den avbildar en död hare, med öppen, skräckfylld, mun och de inre organen liggande vid sidan. Det verkar som om den har fallit ned från himlen.
Haren är stickad av rosa yllegarn och fylld med hö.